# Konferenz von Konstantinopel

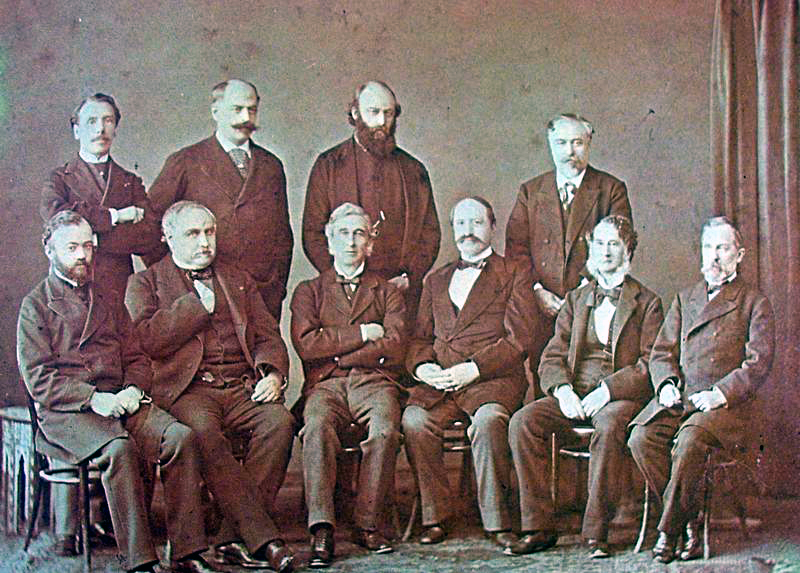
Teilnehmer an der Konferenz

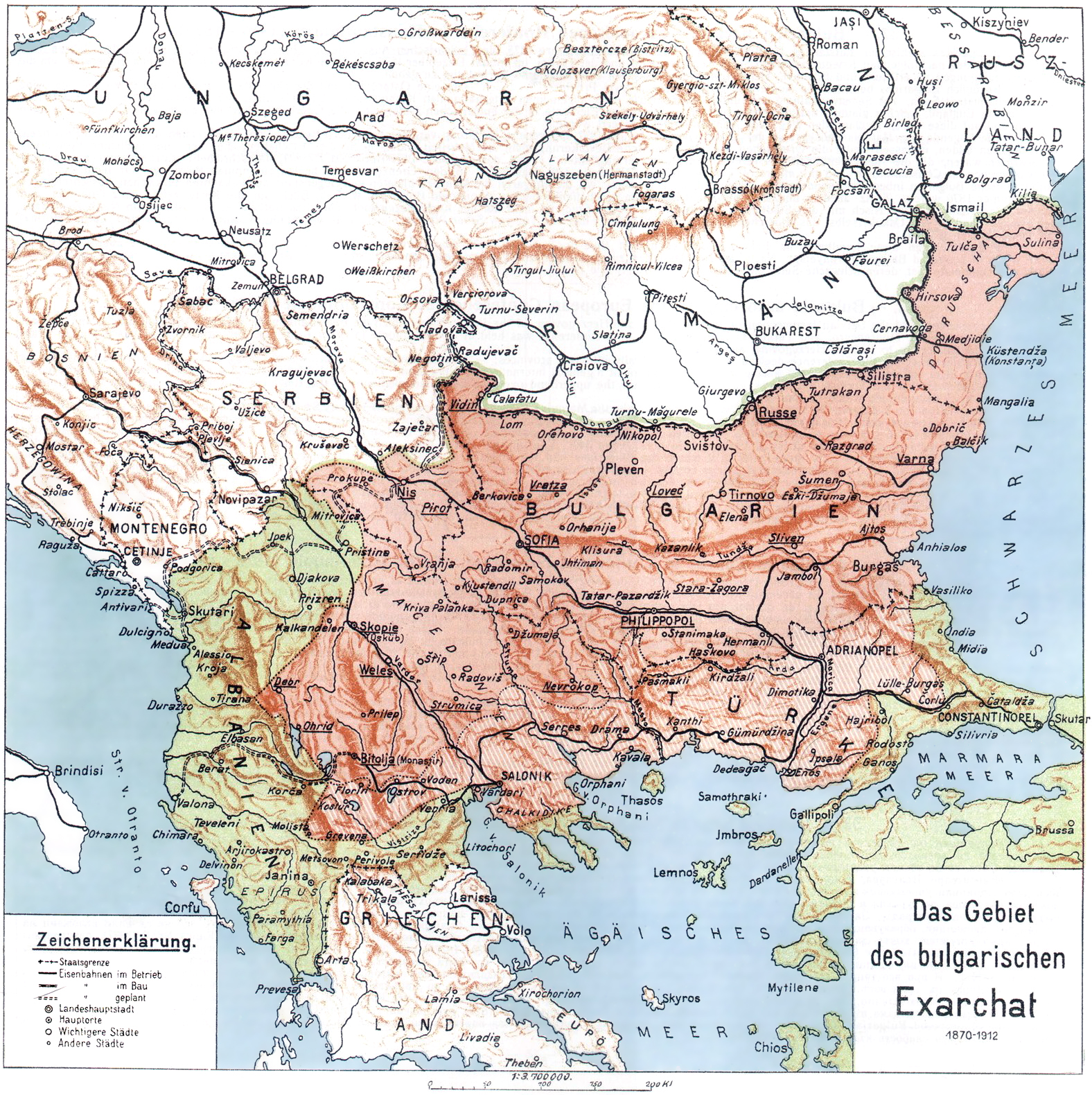
Das Gebiet des bulgarischen Exarchats

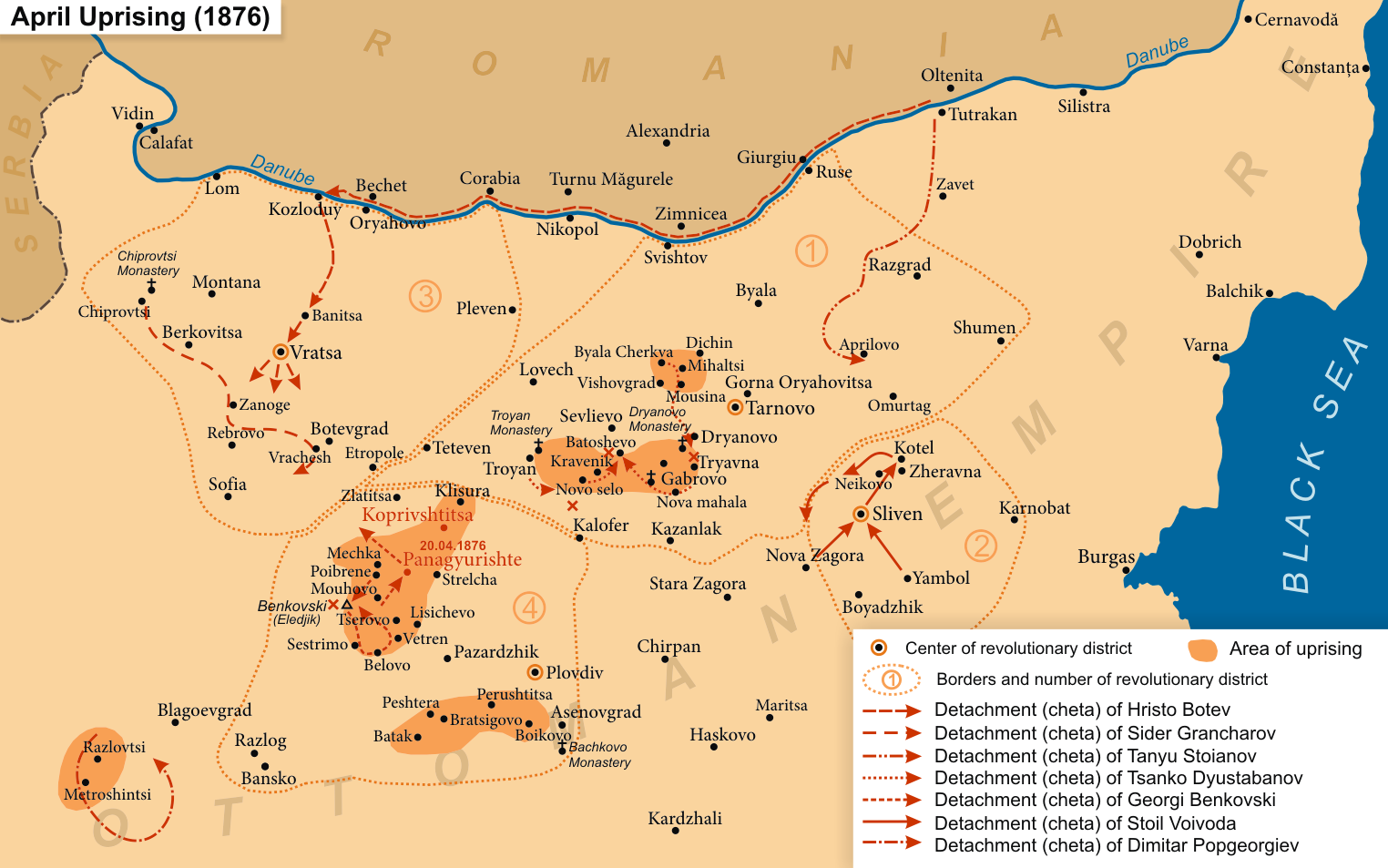
Die aufständischen Gebiete während des Aprilaufstands von 1876

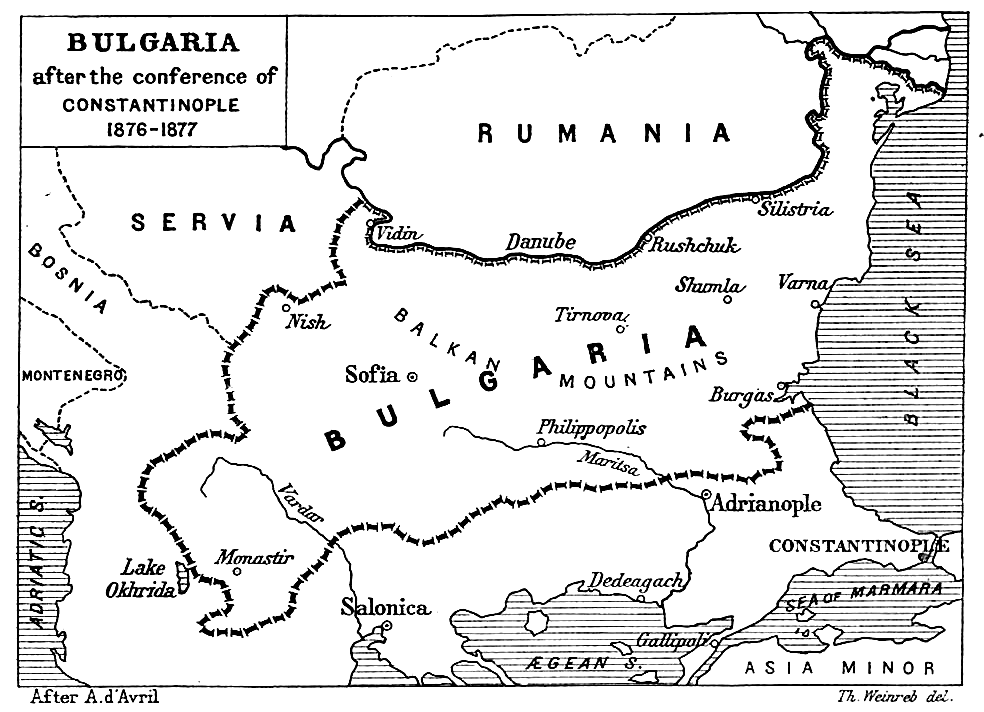
Auf der Konferenz projektierte Außengrenzen beider bulgarischen Staaten (die vorgesehene innerbulgarische Grenze ist nicht dargestellt)

Die Konferenz von Konstantinopel (türkisch Tersane Konferansı) war eine Konferenz von Vertretern der europäischen Großmächte, die vom 12. Dezember 1876 bis 20. Januar 1877 in Konstantinopel (heute Istanbul), der Hauptstadt des Osmanischen Reichs, auf Drängen Großbritanniens stattfand. Sie war ein Versuch, die Balkankrise auf internationaler bzw. multinationaler Ebene zu lösen und so einen erneuten Russisch-Osmanischen Krieg zu verhindern. Dieser Versuch scheiterte an der wenig kompromissbereiten Haltung des Osmanischen Reiches ebenso wie an bilateralen russisch-österreichischen Absprachen.

## Ablauf
Auf der Konferenz sollte ein Plan für eine größere Autonomie für Bosnien und Herzegowina sowie für Bulgarien innerhalb des Osmanischen Reiches ausgearbeitet werden, der einen möglichen Krieg zwischen dem russischen Zarenreich und dem osmanischen Reich verhindern sollte. Bereits im Juli 1876 hatten Österreich-Ungarn und Russland jedoch in der geheimen Konvention von Reichstadt die Aufteilung des Osmanischen Reiches vereinbart. Auf der Konferenz von Konstantinopel wurden dann zum ersten Mal in der Neuzeit die Grenzen eines bulgarischen politischen Gebildes beschrieben, die sich zwar an der Ausdehnung des Einflussbereiches des bulgarischen Exarchats orientierten, aber weniger ausgreifend ausfallen sollten. Die Bildung eines einheitlichen bulgarischen Staates war nicht vorgesehen. Das zu errichtende Bulgarien sollte meridional in zwei autonome (formell weiterhin dem osmanischen Sultan unterstehende) Provinzen geteilt werden, in denen Österreich-Ungarn bzw. das Russische Reich jeweils die politische Verwaltung organisieren helfen sollten. Dadurch sollten auch die in der Konvention von Reichstadt festgelegten Vereinbarungen, die Balkanhalbinsel in eine russische und eine österreichische Einflusssphäre auszuteilen und keinen großen slawischen Staat (Großserbien und/oder Großbulgarien) auf dem Balkan entstehen zu lassen, erzielt werden.
An die Teilnehmer der Konferenz richtete sich auch das von der Bulgarischen Zentralen Wohltätigkeitsgesellschaft (bulg. Българско централно благотворително общество) erarbeitete politische Programm. In diesem sprach sich die Nachfolgeorganisation des Bulgarischen Revolutionären Zentralen Komitees für die Gründung eines unabhängigen und selbständigen bulgarischen Staates, der auf Grundlage einer Verfassung regiert wird, die von einer vom Volk gewählten Legislative ausgearbeitet worden ist. Auch sprach sich das Programm für die Gleichheit der Menschen aus, in dem alle ausländischen Nationalitäten die gleichen politischen und bürgerlichen Rechte wie das bulgarische Volk genießen werden.
Die versammelten Botschafter fanden jedoch keine Lösung. Die vor allem auf eine Stärkung des ausländischen Einflusses abzielenden Reformvorschläge wurden von der osmanischen Notablenversammlung mit Hinweis auf die durch die ebenfalls im Dezember 1876 eingeführte osmanische Verfassung bereits eingeleiteten internen Reformen abgelehnt. Die Konferenz scheiterte auch an den gegensätzlichen Positionen Russlands und Großbritanniens einerseits und Österreich-Ungarns und Deutschlands anderseits. Jedoch einigten sich Österreich-Ungarn und Russland noch während der Konferenz im Januar 1877 auf den Budapester Vertrag zur Aufteilung des Osmanischen Reiches nach dem bevorstehenden Kriege.
Kurz darauf begann der Russisch-Osmanische Krieg, der mit dem Frieden von San Stefano endete. Die Beendigung der Balkankrise brachte schließlich im Sommer 1878 der Berliner Kongress.

## Vertreter
- Frankreich: Comte Jean-Baptiste Alexandre Damaze de Chaudordy
- Österreich-Ungarn: Graf Franz von Zichy, Botschafter in Konstantinopel
- Russland: Graf Nikolai Pawlowitsch Ignatjew, Botschafter in Konstantinopel
- Italien: Conde de Corti. Botschafter in Konstantinopel
- Großbritannien: Robert Gascoyne-Cecil, 3. Marquess of Salisbury, Staatssekretariat für Indien und Henry Elliot, britischer Botschafter in Konstantinopel
- Deutsches Reich: Freiherr Karl von Werther, Botschafter in Konstantinopel
- Osmanisches Reich: Großwesir Midhat Pascha, Saffet Pascha (späterer Großwesir) und Edhem Pascha

## Karte
- Bulgarien in den Grenzen nach den Verträgen von Konstantinopel, San-Stephano, Berlin, London, Bukarest and Neuilly. Karte im Maßstab 1:1600000.